# István Horváth

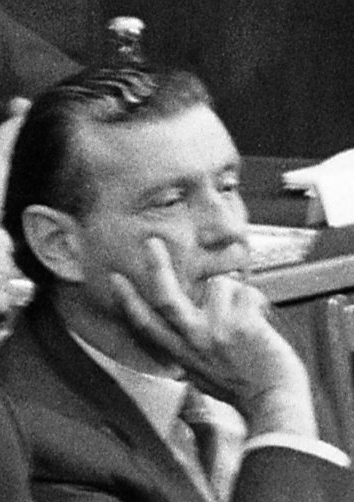
István Horváth, 1986

István Horváth (* 1. September 1935 in Paks, Komitat Tolna) ist ein ehemaliger ungarischer Politiker der Ungarischen Sozialistischen Arbeiterpartei MSZMP (Magyar Szocialista Munkáspárt), der unter anderem zwischen 1970 und 1973 Erster Sekretär des Zentralkomitees (ZK) der Kommunistischen Jugendliga KISZ, 1980 bis 1985 sowie erneut zwischen 1987 und 1990 Innenminister war.

## Leben

### Studium, Parteifunktionär und Erster Sekretär der KISZ
Horváth begann nach dem Besuch des Attila József-Gymnasiums in Budapest ein Studium der Rechtswissenschaften an der Eötvös-Loránd-Universität (ELTE) und war während des Studiums Sekretär des dortigen Komitees der Union der Arbeiterjugend DISZ (Dolgozó Ifjúság Szövetsége). 1956 wurde er Mitglied der Ungarischen Sozialistischen Arbeiterpartei MSZMP (Magyar Szocialista Munkáspárt) und 1957 nach Abschluss des Studiums Mitarbeiter der Rechtsabteilung des Rates im Komitat Bács-Kiskun sowie anschließend Berichterstatter am dortigen Amtsgericht sowie 1958 Vorsitzender am Komitatsgericht in Kecskemét. 1959 wechselte er in die Parteiverwaltung und war anfangs Mitarbeiter im Parteikomitee im Komitat Bács-Kiskun sowie dort zuletzt Leiter einer Abteilung. Er fungierte zwischen September 1968 und April 1970 als Sekretär des Parteikomitees und war zugleich Mitglied des Rates des Komitat Bács-Kiskun.
Am 28. April 1970 wurde Horváth Nachfolger von Lajos Méhes als Erster Sekretär des KISZ (Magyar Kommunista Ifjúsági Szövetség), dem Jugendverband der MSZMP, und bekleidete diese Funktion drei Jahre lang bis zu seiner Ablösung durch László Maróthy im Juni 1973. Zugleich wurde er am 28. November 1970 auf dem X. Parteikongress zum Mitglied des Zentralkomitees (ZK) der MSZMP gewählt. Als Kandidat der gemeinsamen Liste der Patriotischen Volksfront HNF (Hazafias Népfront) wurde er 25. April 1971 zudem zum Abgeordneten in das Ungarische Parlament (Országgyűlés) gewählt und gehörte diesem bis zum 27. Juni 1980 an. Nach Beendigung seiner Tätigkeit als Erster Sekretär des ZK des KISZ wurde er am 29. Juni 1973 Erster Sekretär des MSZMP-Parteikomitees des Komitat Bács-Kiskun und bekleidete diese bis zum 3. Juli 1980. Während dieser Zeit absolvierte er auch ein dreijähriges Studium an der Marxismus-Leninismus-Abenduniversität (Marxizmus-Leninizmus Esti Egyetem).

### Innenminister und ZK-Sekretär
Als Nachfolger von András Benkei wurde Horváth am 24. April 1980 zum Innenminister (Belügyminiszter) in die Regierung von Ministerpräsident György Lázár berufen und bekleidete dieses Ministeramt bis zum 29. März 1985, woraufhin János Kamara sein Nachfolger wurde. Er selbst wurde daraufhin Sekretär des ZK der MSZMP für Verwaltungsangelegenheiten und verblieb in dieser Funktion bis zum 16. Dezember 1987.
Anschließend löste er János Kamara wieder als Innenminister ab und übte dieses Ministeramt nunmehr in den Regierungen der Ministerpräsidenten Károly Grósz und Miklós Németh bis zum 23. Januar 1990 aus. Im Juli 1988 wurde er Mitglied der Jugendkommission des ZK sowie von November bis Dezember 1988 auch Mitglied der Auswärtigen Kommission des ZK und auch Mitglied der ZK-Kommission für öffentliche Verwaltung, Recht und Politik. Nach der Auflösung des Politbüros der MSZMP wurde er im Juni 1989 Mitglied des Politischen Lenkungsausschusses. Am 23. Januar 1990 musste er von seinem Amt als Innenminister zurücktreten, nachdem die sogenannte „Donaugate-Affäre“ bekannt wurde, in der Mitarbeiter des Innenministeriums die Opposition überwachten.
Eine Tochter von Horváth ist mit dem Politiker István Stumpf verheiratet, der zwischen 1998 und 2002 Minister im Amt von Ministerpräsident Viktor Orbán war und seit 2010 Richter am Verfassungsgericht der Republik Ungarn ist.